# 谷田部藩
谷田部藩（やたべはん）は、常陸国筑波郡谷田部の谷田部陣屋（現在の茨城県つくば市谷田部）に藩庁を置いた藩。大坂の陣の後、下野国茂木藩1万石の大名であった細川興元が常陸国で6200石の加増を受け、居所を新領地の谷田部に移転したことにより成立した。細川家は肥後熊本藩主家の分家であり、関東に数少ない外様大名の一つとして幕末・明治維新を迎えた。茂木は藩領の飛び地となっていたが、1871年に藩庁が茂木に移された。こうした事情から、谷田部藩と茂木藩は同一の藩の別名という理解もされる。

## 歴史
藩祖は、細川幽斎の次男・興元である。慶長5年（1600年）の関ヶ原の戦いの後、兄・忠興と不仲になって出奔する。慶長15年（1610年）7月27日、将軍・徳川秀忠より下野国芳賀郡茂木1万石を与えられて諸侯に列した（茂木藩の立藩）。真偽のほどは定かでないが、幕府は当初豊後国鶴崎10万石を検討したものの、忠興の「興元は10万石の器にあらず」との反対によってわずか1万石に留まったため、細川宗家と不仲になったと伝えられているが、第2代藩主興昌の代には、熊本藩主の息子が鷹狩りの際に谷田部を訪れて歓待されている。
その後、興元は大坂の陣における戦功により、元和2年（1616年）6月26日に常陸国筑波郡・河内郡6200石を加増され、陣屋を谷田部に移した。土地は痩せて凶作が多かったため財政難が慢性化し、頻繁に援助した熊本藩では貸金は返ってこないものと諦めていた。
なお、藩庁を茂木から谷田部に移転して以降も茂木の陣屋は温存され、藩主および藩主一族が住することもあり、『寛政重修諸家譜』の7代藩主・興徳の記載に「茂木あるいは谷田部に住し」とあり、廃嫡となった興誠も茂木にて死去したとある。天保11年（1840年）の藩士は、江戸屋敷58名、茂木陣屋47名、谷田部陣屋43名の計148名。この他、奥女中や足軽、門番人その他となっている。
第3代藩主・興隆の代である万治3年（1660年）、検地が行なわれて藩政の基礎は固められたが、享保年間から、大風雨による洪水や飢饉、旱魃や熱病と天災による凶作が続き、さらに江戸の藩邸が焼失したこともあって財政は急速に悪化する。天保5年（1834年）の負債額は、12万7000両、米2600俵という巨額にのぼっている。生産量も激減し、享保8年には1万3000人を超えた人口も、天保6年（1835年）には6702人と半減し、耕地の4割が荒地と化した。
第4代藩主の興栄は相続者が決まらず、遠縁の公家の姉小路家から興誠を婿養子に迎えた。大名家に養子が入ることはよくあることだが、公家から養子を迎える例はほとんど無く、貴重な例である。
文化5年（1808年）、文化6年（1809年）、天保4年（1833年）、天保7年（1836年）には年貢減免を求める百姓一揆が勃発している。このような藩財政の悪化に対し、第7代藩主・興徳は二宮尊徳の報徳仕法を手本とし、藩医・中村勧農衛（なかむら かのえ）を登用して財政再建を柱とする藩政改革を行なった。しかし、藩内部で仕法の反対を求める保守派の動きや、興徳がわずか3年後に死去した上に晩年は冷害に見舞われたこともあり、凶作と米価上昇に改革は挫折する。それでも家老に就任した中村による耕地回復活動は実を結び、耕地面積は回復した。借金も豪商・釜屋七兵衛からの借金2000両を棒引きにするなどの強引な手段と、年貢収入の回復、熊本藩からの財政援助によってようやく減少に転じた。中村勧農衛は間引きを防ぐため『さとし草』を著し、農業人口の維持に努めようとした。しかし幕末に至るとまた凶作が相次いで一揆が頻発する一方、幕府政治に不満が高まって世直し一揆が発生した。 
最後の藩主となった興貫は、戊辰戦争では新政府に与して会津若松城攻めに藩兵を派遣する。翌年の版籍奉還で知藩事（藩知事）に就任、明治4年（1871年）2月8日、陣屋を再度茂木に移した。同年7月の廃藩置県ののち、第一次府県統合で谷田部の茂木藩領は新治県となり、のち茨城県に編入された。

## 陣屋跡
現在、跡地はつくば市立谷田部小学校になっている。校内に谷田部城跡の碑があるものの、何ら遺構は残っていない。なお、同校近くに所在する谷田部公民館に、御殿玄関の一部を残すのみである。

## 歴代藩主
細川家
外様 1万6200石
1. 興元
2. 興昌
3. 興隆
4. 興栄
5. 興虎
6. 興晴
7. 興徳
8. 興建
9. 興貫

## 幕末の領地
- 下野国
  - 芳賀郡のうち - 27村
- 常陸国
  - 新治郡のうち - 1村（土浦藩に編入）
  - 河内郡のうち - 22村（うち15村が土浦藩、1村が牛久藩、1村が宮谷県に編入）
  - 筑波郡のうち - 20村